# Urs Dudler
Urs Dudler (ur. 28 kwietnia 1954 roku w Rheineck) – szwajcarski kierowca wyścigowy.

## Kariera
Dudler rozpoczął karierę w międzynarodowych wyścigach samochodowych w 1979 roku od startów w Europejskiej Formule 3, gdzie jednak nie zdobywał punktów. W późniejszych latach pojawiał się także w stawce Niemieckiej Formuły 3, Europejskiego Pucharu Formuły 3 oraz Formuły 3000.
W Formule 3000 Szwajcar został zgłoszony do wyścigu na torze Silverstone Circuit w sezonie 1987. Jednak nie zakwalifikował się do wyścigu.